# Choerades venatrix
Choerades venatrix là một loài ruồi trong họ Asilidae. Choerades venatrix được Loew miêu tả năm 1847. Loài này phân bố ở vùng Cổ Bắc giới.